# Sayaka Shionoya
Sayaka Shionoya (japanisch 塩ノ谷 早耶香, Shionoya Sayaka; * 12. März 1994) ist eine japanische Sängerin, die unter dem Label King Records und LDH unter Vertrag steht. Sie wurde 2011 eine der Finalistinnen der Veranstaltung "Exile Presents Vocal Battle Audition 3 ~For Girls~". Ein Jahr später gewann sie den "Dream Vocalist loved by ViVi"-Award bei der "King Records Presents Dream Vocal Audition".

## Diskografie

### Alben
- 2014: Luna
- 2017: Mist-ic

### Mini-Alben
- 2015: S with

### Singles
- 2013: Dear Heaven
- 2013: Katakoi / Smile again
- 2013: Ocean Blue
- 2013: Snow Flakes Love / Ichirinka
- 2014: Like a flower
- 2016: Smiley Days
- 2016: Mahō